# 乌斯特阿河
47°21′06″N 8°41′20″E / 47.35171°N 8.68881°E

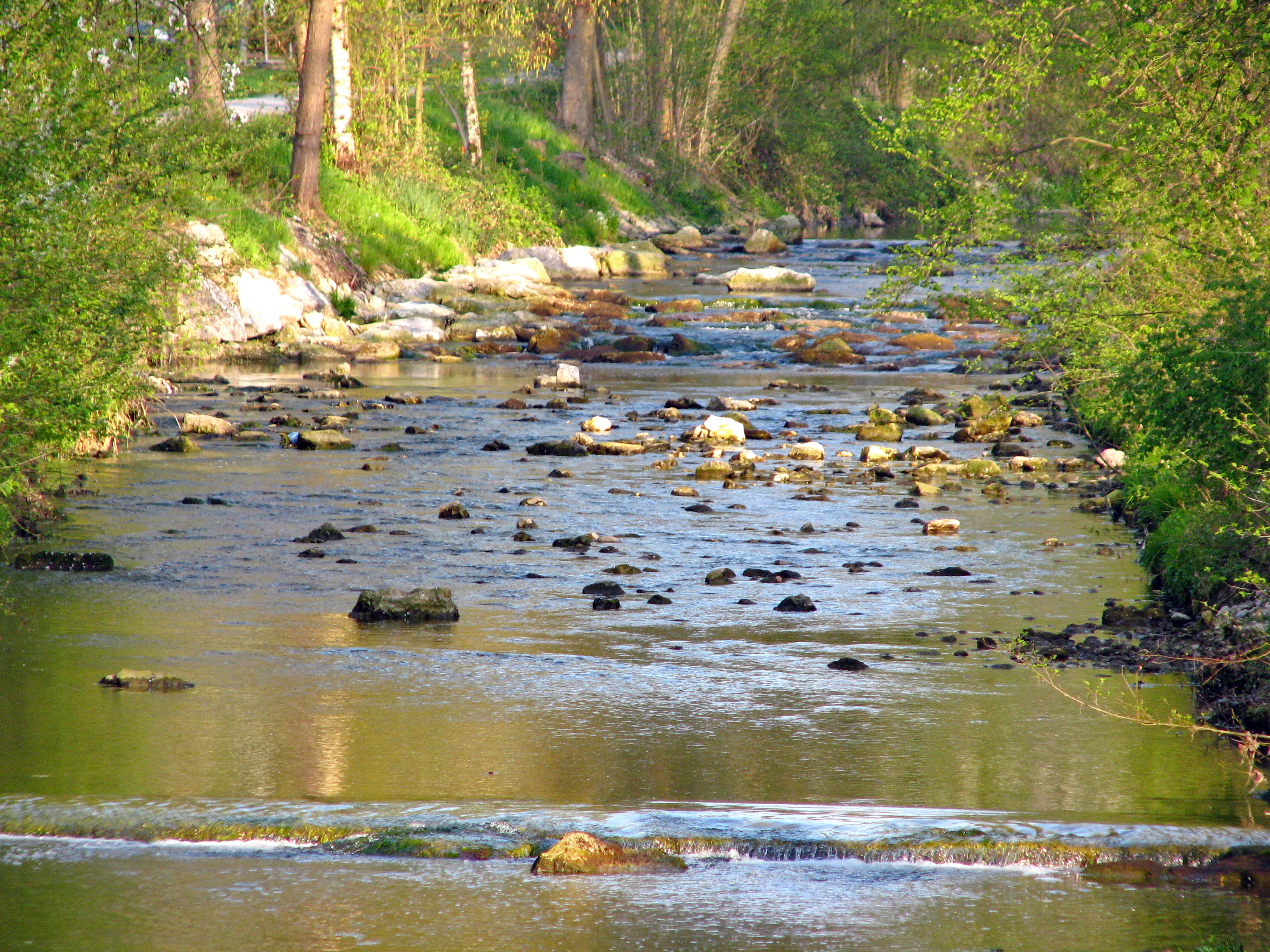

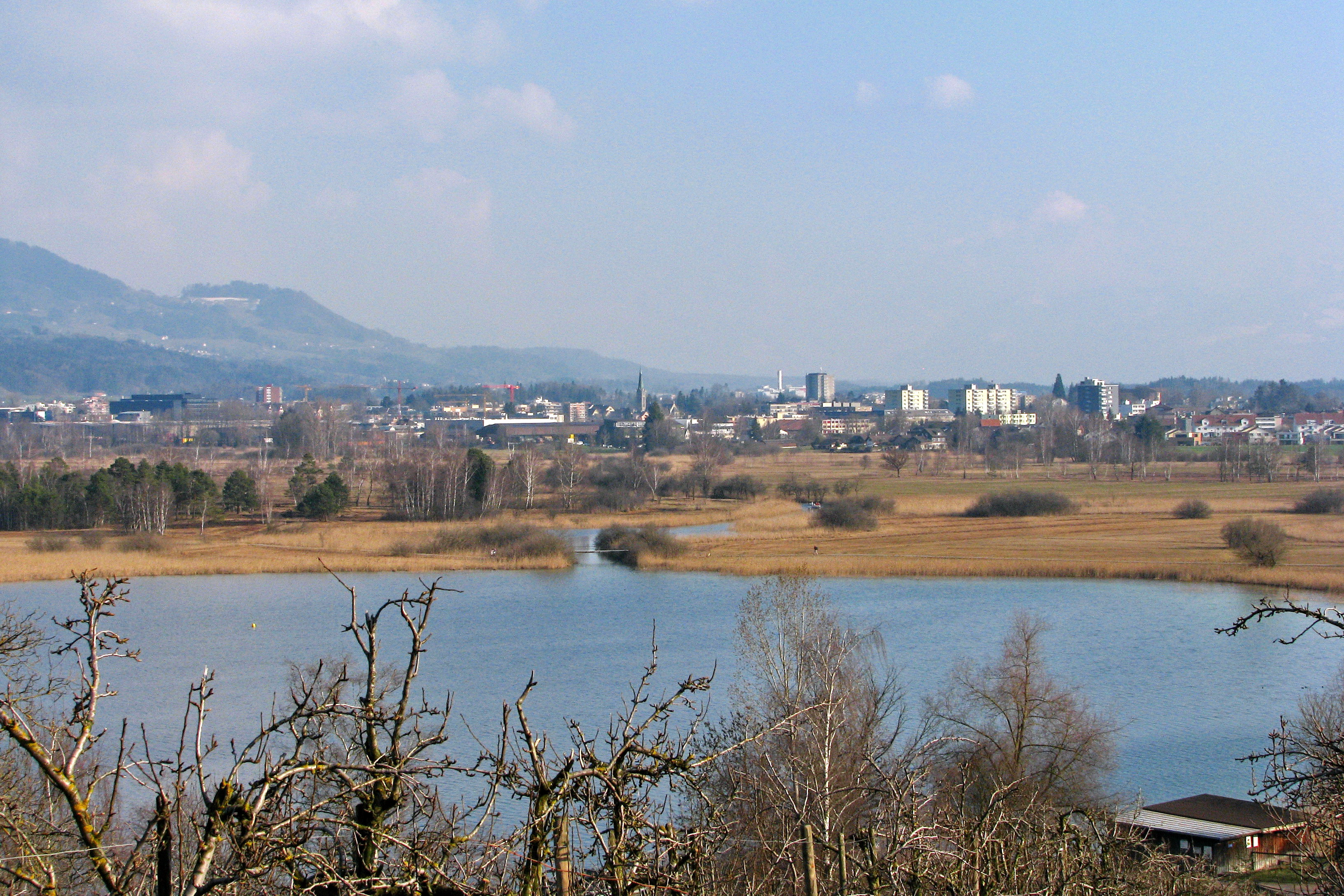

乌斯特阿河（德語：Ustermer Aa；得名于乌斯特）是瑞士蘇黎世州的河流，位於該國北部，屬於格拉特河的支流，河道全長10.9公里，流域面積62.8平方公里，發源自普费菲孔湖，最終注入格赖芬湖。